# محمد جمال جاسم
محمد جمال جاسم عبد الله مصبح (مواليد 12 سبتمبر 1997 في البحرين) هو لاعب كرة قدم بحريني يجيد اللعب في خط الوسط. يلعب حاليا لصالح الحد الذي ينافس في الدوري البحريني الممتاز منذ 2015.